# Ribozildihidronikotinamid dehidrogenaza (hinon)
Ribozildihidronikotinamid dehidrogenaza (hinon) (EC 1.10.99.2, NRH:hinon oksidoreduktaza 2, NQO2, NQO2, QR2, hinon reduktaza 2, N-ribozildihidronikotinamid dehidrogenaza (hinon)) je enzim sa sistematskim imenom 1-(beta--ribofuranozil)-1,4-dihidronikotinamid:hinon oksidoreduktaza. Ovaj enzim katalizuje sledeću hemijsku reakciju
1-(beta--ribofuranozil)-1,4-dihidronikotinamid + hinon {\displaystyle \rightleftharpoons } 1-(beta--ribofuranozil)nikotinamid + hidrohinon
Ovaj enzim je flavoprotein. Za razliku od EC 1.6.5.2, NAD(P)H dehidrogenaze (hinon), ova hinonska reduktaza ne može da korist NADH ili NADPH. Umesto toga ona koristi N-ribozil- i N-alkildihidronikotinamide. Policiklični aromatični ugljovodonici, kao što su benz[a]antracen, i estrogen 17beta-estradiol i dietilstilbestrol su potentni inhibitori.

## Literatura
- Nicholas C. Price; Lewis Stevens (1999). Fundamentals of Enzymology: The Cell and Molecular Biology of Catalytic Proteins (Third изд.). USA: Oxford University Press. ISBN 019850229X.
- Eric J. Toone (2006). Advances in Enzymology and Related Areas of Molecular Biology, Protein Evolution (Volume 75 изд.). Wiley-Interscience. ISBN 0471205036.
- Branden C; Tooze J. Introduction to Protein Structure. New York, NY: Garland Publishing. ISBN 0-8153-2305-0.
- Irwin H. Segel. Enzyme Kinetics: Behavior and Analysis of Rapid Equilibrium and Steady-State Enzyme Systems (Book 44 изд.). Wiley Classics Library. ISBN 0471303097.

## Spoljašnje veze
- Ribosyldihydronicotinamide+dehydrogenase+(quinone) на 